# Kedvek Richárd
Kedvek Richárd (Veszprém, 1976. december 7. –) magyar színész.

## Pályafutása
Színművészeti tanulmányait a Nemzeti Színiakadémián kezdte 1997-ben. Mesterei Gaál Erzsébet, Csizmadia Tibor és Béres Ilona voltak. Ennek elvégzése után felvételt nyert a Színház- és Filmművészeti Egyetemre, ahol 2004-ben szerzett színművész diplomát. Az egyetemen Hegedűs D. Géza, Huszti Péter, Zsótér Sándor, Zsámbéki Gábor, Bálint András, Méhes László, Benedek Miklós, Léner András, Almási Tamás, Ács János, Simon Balázs és Novák Eszter voltak a tanárai. 2003–2005 között fellépett a nyíregyházi Móricz Zsigmond Színházban, a tatabányai Jászai Mari Színházban, a Thália Színházban, a Katona József Színházban és a Vígszínházban. 2005–2008 között a kecskeméti Katona József Színház tagja volt. 2007-ben Radó-díjat nyert. 2010-ben a Szegedi Nemzeti Színházba szerződött, ahol vezető szerepeket játszott nagy igényességgel, komoly szakmai és közönségsikerrel. Jelenleg szabadúszó. Országos népszerűségre tett szert a Jóban Rosszban c. tv-sorozat Bezerédi doktoraként.

## Színházi szerepeiből
A Színházi adattárban regisztrált bemutatóinak száma: 32; 
- Fila Vera: Egy szobalány Londonban – Millenáris 2003
- Kleist: Amphitryon  (Amphitryon) – Ódry Színpad 2003
- Wesker: Lakodalom  (Ringo) – Ódry Színpad 2003
- Miller: Fejének belseje (Az ügynök halála, Biff) – Ódry Színpad 2003
- Dosztojevszkij: Fehér éjszakák – Thália Színház 2003
- Peer K.: Szorongás Orfeum (Anya) – Ódry Színpad 2004
- Vinnai: Metro – Ódry Színpad 2004
- Eisemann: Én és a kisöcsém (dr.Vass) – Jászai Mari Színház 2004
- Bodó–Vinnai: Attack (Tüske) – Katona József Színház (kamra)
- M, vagy mégsem – Móricz Zsigmond Színház 2004
- Shakespeare: Szeget szeggel (Börtönfelügyelő) – Móricz Zsigmond Színház 2005
- Pozsgai: Szabadságharc Szebenben (Schubert, a kalapos) – kecskeméti Katona József Színház 2005
- Schiller: Don Carlos (Posa márki) – kecskeméti Katona József Színház 2005
- Kušan: A balkáni kobra  (Joe Gilespie, alezredes) – kecskeméti Katona József Színház 2005
- Bagossy László: E-chat – kecskeméti Katona József Színház 2006
- Zerkovitz: Csókos asszony  (Dorozsmai Pista) – kecskeméti Katona József Színház 2006
- Bereményi: Laura  (Madarász Zsolt, államtitkár) – kecskeméti Katona József Színház 2006
- Büchner: Danton halála (Lacroix) – kecskeméti Katona József Színház 2006
- Tarantino: Tomik Pizzicato (Kutyaszorítóban; Barna) – Szombathelyi Kamaraszínház 2006
- Hašek: Švejk (Katz káplán) – kecskeméti Katona József Színház 2007
- Feydeau: Osztrigás Mici (Dáma a Maximból; Montgicourt) – kecskeméti Katona József Színház 2007
- Shakespeare: A windsori víg feleségek (Caius doktor) – kecskeméti Katona József Színház 2007
- Móricz: Úri muri (Ügyvéd) – kecskeméti Katona József Színház 2007
- Molière: Mizantróp (Az új embergyűlölő; Philinte) – kecskeméti Katona József Színház 2008
- Coelho: Tizenegy perc (Roger) – Thália Színház 2010
- Molière/B.: A képzelt fösvény beteg (Béralde) – Szegedi Nemzeti Színház 2010
- Egressy: Sóska, sült krumpli (Művész) – Szegedi Nemzeti Színház 2011
- Csehov: Három nővér (Versinyin) – Szegedi Nemzeti Színház 2011
- Schiller: Haramiák (Schwarz) – Szegedi Nemzeti Színház 2011
- Ibsen: Hedda Gabler (Ejlert Lövborg) – Szegedi Nemzeti Színház 2012
- Steinbeck: Egerek és emberek (Slim) – Szegedi Nemzeti Színház 2012
- Pozsgai: Pipás Pista (Szokál Mihály) – Szegedi Nemzeti Színház 2013
- Hellstenius: Elling és Kjell (Kjell Bjarne) – Aranytíz 2013
- Tasnádi: Memo (dr. Lónyai Péter) – Szegedi Nemzeti Színház 2013
- Shakespeare: Othello (Lodovico) – Szegedi Nemzeti Színház 2014
- Tasnádi : Finito (Pál, médiaszemélyiség)- Pinceszínház Budapest 2015

## Rendezések
- Albert Camus: Caligula Aranytíz Kultúrház 2015

## Filmek
- A Hídember (2002)
- Szeret, nem szeret (2002–2003)
- Átok (2011)
- Jóban Rosszban (2011–2018)
- Társas játék (2013)
- Béke - A nemzetek felett (2022)
- …a szomszéd tehene (2024)

## Díjai, elismerései
- Radó-díj (Kecskemét, 2007)
- Pantalone díj a legjobb főszereplő duettnek, Kedvek Richárdnak és Őze Áronnak, (Vidor fesztivál 2014.)